# 信越ステークス
信越ステークス(しんえつステークス)は日本中央競馬会(JRA)が新潟競馬場の芝1400mで施行されていた中央競馬の競馬である。競走名は新潟県と長野県の旧国名越後国・信濃国の合わせた名称から来ている。

## 概要
2011年に新潟競馬場で芝1200mの3歳以上オープンクラスの別定戦として第1回が施行された。施行距離は当初芝1200mだったが、2012年からは芝1400mのハンデ戦で施行されるようになった。2019年にはリステッド競走に指定された。
2025年より本競走は休止され、新たに京都競馬場芝1600mで施行されるまほろばステークスに競走機能を引き継ぐ予定である。
2024年度の賞金は1着2700万円、2着1100万円、3着680万円、4着410万円、5着270万円となっている。
また本競走に勝利した唯一のG1馬としてジャンダルムがいる。

## 歴代優勝馬
コース種別の記載がない距離は、芝コースを表す。
2014年は無開催。
| 施行日         | 競馬場 | 距離  | 条件       | 優勝馬             | 年齢 | タイム | 優勝騎手 | 管理調教師 | 馬主                       |
| -------------- | ------ | ----- | ---------- | ------------------ | ---- | ------ | -------- | ---------- | -------------------------- |
| 2011年10月23日 | 新潟   | 1200m | オープン   | ブルーミンバー     | 牝6  | 1:09.3 | 川須栄彦 | 加藤征弘   | 諸江幸祐                   |
| 2012年10月14日 | 新潟   | 1400m | オープン   | ファイアーフロート | 牡6  | 1:20.0 | 津村明秀 | 小笠倫弘   | 臼田浩義                   |
| 2013年10月6日  | 新潟   | 1400m | オープン   | インプレスウィナー | 牡6  | 1:21.0 | 丸田恭介 | 宗像義忠   | 西城公雄                   |
| 2015年10月18日 | 新潟   | 1400m | オープン   | ダノンプログラマー | 騸9  | 1:20.5 | 松若風馬 | 千田輝彦   | （株）ダノックス           |
| 2016年10月16日 | 新潟   | 1400m | オープン   | トウショウドラフタ | 牡3  | 1:20.4 | 吉田豊   | 萱野浩二   | トウショウ産業（株）       |
| 2017年10月15日 | 新潟   | 1400m | オープン   | アポロノシンザン   | 牡5  | 1:20.5 | 津村明秀 | 鈴木伸尋   | アポロサラブレッドクラブ   |
| 2018年10月14日 | 新潟   | 1400m | オープン   | スターオブペルシャ | 騸5  | 1:20.7 | 杉原誠人 | 藤沢和雄   | （有）社台レースホース     |
| 2019年10月6日  | 新潟   | 1400m | リステッド | アルーシャ         | 牝4  | 1:21.3 | 丸山元気 | 藤沢和雄   | （有）サンデーレーシング   |
| 2020年10月18日 | 新潟   | 1400m | リステッド | ジャンダルム       | 牡5  | 1:20.9 | 荻野極   | 池江泰寿   | 前田幸治                   |
| 2021年10月17日 | 新潟   | 1400m | リステッド | ドナウデルタ       | 牝5  | 1:21.8 | 鮫島克駿 | 高野友和   | （有）サンデーレーシング   |
| 2022年10月16日 | 新潟   | 1400m | リステッド | ダディーズビビッド | 牡4  | 1:20.2 | 浜中俊   | 千田輝彦   | 田島大史                   |
| 2023年10月15日 | 新潟   | 1400m | リステッド | サーマルウインド   | 牝4  | 1:20.6 | 北村宏司 | 奥村武     | （有）キャロットファーム   |
| 2024年10月14日 | 新潟   | 1400m | リステッド | レイベリング       | 牡4  | 1:20.5 | 丸山元気 | 鹿戸雄一   | （有）ビッグレッドファーム |